# Isla Dowker
Isla Dowker (en francés: l'Île Dowker) forma parte del archipiélago de Hochelaga en Lago Saint Louis, Quebec, entre la isla de Montreal y la Isla Perrot. Aunque cerca de las ciudades de Baie-d'Urfé y Beaconsfield, es administrativamente parte de la isla de Perrot.
La isla es plana y boscosa, y está deshabitada, posee alrededor de un kilómetro de longitud y anchura.
Dowker, entonces conocida como  île Sainte-Geneviève, fue concedida a François-Marie Perrot, el gobernador de Montreal, por Jean Talon, el 29 de octubre de 1672, junto con la isla Perrot. En 1897, Leslie Rose Dowker, adquirió la isla, por lo que recibió ese nombre.
En el verano la isla es fácilmente accesible en bote, y en invierno a pie sobre el lago congelado. El agua al norte de la isla es popular para pescar en el hielo.